# King Kurt
King Kurt est un groupe de psychobilly britannique, originaire d'Angleterre. Il aura son heure de gloire en Angleterre entre 1983 et 1988. King Kurt est reformé en 2010.

## Biographie

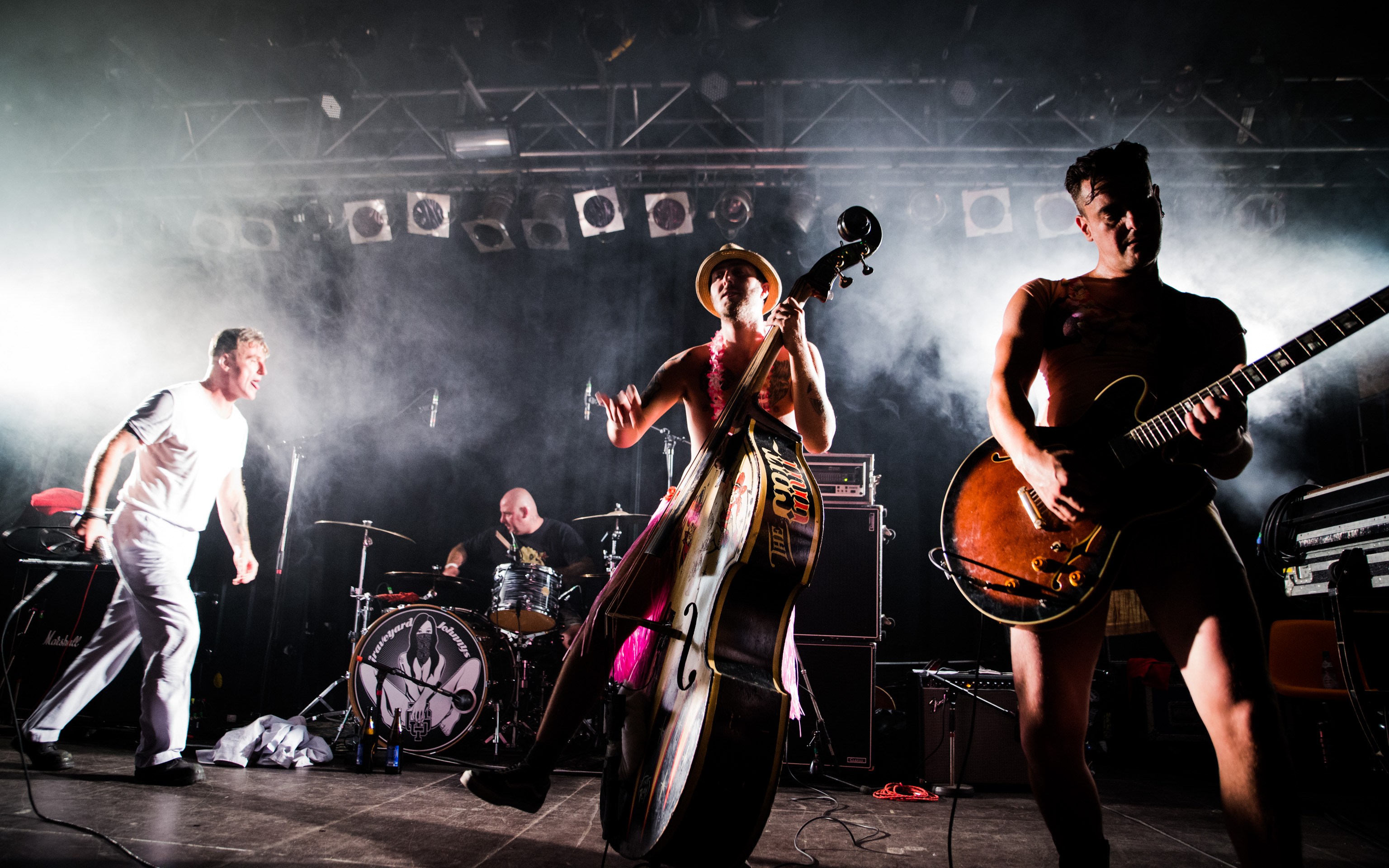
King Kurt au Free and Easy Festival, en 2014.

Le groupe est formé en 1981 autour de Jeff Harvey (chant), John Reddington (guitare), Gert Boustead (basse), Alan « Maggot » Power (saxophone), et Rory Lyons (batterie). Ils s'appellent initialement Rocking Kurt and the Sour Krauts, puis choisissent le diminutif de King Kurt après l'arrivée du Paul « Thwack » Laventhol. En 1982, Harvey est remplacé au chant par  « The Smeg ».
Leur premier single sorti en 1982, intitulé Zulu Beat, les fait connaître auprès du public et ils rejoignent la maison de disque Stiff Records en 1983 pour l'enregistrement de leur premier album Ooh Wallah Wallah, qui est un succès commercial, avec la présence de plusieurs titres dans les classements indépendants britanniques,. C'est en particulier le single Destination Zululand qui attire l'intérêt en 1984. Sorti en octobre 1983, Destination Zululand s'accompagne de ce qu'AllMusic considère comme l'« une des vidéos essentielles de l'année », qui montre des explorateurs anglais face aux guerriers zulu sauvages.
Leur deuxième album, Big Cock, produit par Phil Wainman, sort en 1986. Le groupe se sépare en 1988. Entre 1992 et 1996, le groupe se reforme uniquement sur scène.
Le groupe se reforme encore en 2009 à l'occasion de la sortie d'une compilation, puis officiellement un an plus tard, en 2010, lors d'un nouveau concert. En 2012, le groupe part en tournée dans toute l'Europe à l'Olympia 1 et 2 au Rebellion Festival de Blackpool en parallèle que Conflict, Subhumans et Stiff Little Fingers. En 2014, King Kurt et le groupe Klingonz font une apparition américaine au Reggies de Chicago.

## Discographie

### Albums studio
- 1982 : Zulu Beat (Thin Sliced Records)
- 1983 : Destination Zululand (Stiff Records)
- 1984 : Ooh Wallah Wallah (Stiff Records)
- 1984 : Mack The Knive (Stiff Records)
- 1984 : Banana Banana (Stiff Records)
- 1986 : Big Cock (Stiff Records)
- 1994 : Poor Man's Dream (Demon Records)
- 2001 : Alcoholic Rat (Harry May Record Company)

### Compilations
- 1986 : The Last Will and Testicle (compilation ; GWR Records)
- 1989 : Live and Rockin' (album live ; Link Records)
- 1990 : Destination Demoland (compilation ; Link Records)